# چن ژنگبین
چن ژنگبین (انگلیسی: Chen Zhengbin؛ زادهٔ ۱۴ مارس ۱۹۷۲) کشتی‌گیر اهل چین بود. وی در بازی‌های المپیک تابستانی ۱۹۹۲ شرکت کرده‌است.